# Celebrity Silhouette
Le Celebrity Silhouette, est le 4e navire de classe Solstice à être construit sur le chantier naval Meyer Werft, pour la flotte de Celebrity Cruises.